# Elaeodema cinnamomi
Elaeodema cinnamomi är en svampart som beskrevs av Syd. 1922. Elaeodema cinnamomi ingår i släktet Elaeodema, divisionen sporsäcksvampar och riket svampar.   Inga underarter finns listade i Catalogue of Life.